# Ruperto Álamos
Ruperto Álamos Blanco nació en Valparaíso, el 23 de marzo de 1877. Falleció en Santiago, el 14 de junio de 1930, fue político y abogado chileno.

## Biografía
Descendiente de una familia militar, fue su padre el coronel Gabriel Álamos Quiroz y su madre, la matrona Julia Blanco Jar. Contrajo matrimonio con Dolores Santa Cruz Ugalde.
Educado en el Instituto Nacional y obtuvo el título de Bachiller en Humanidades. Ingresó a la Universidad de Chile a estudiar Leyes, egresando el 5 de agosto de 1901. Su tesis de grado se tituló “Breve estudio sobre el Indulto”.
En mayo de 1906 fue nombrado de profesor de Derecho Romano en la Universidad de Chile. 
Militante del Partido Nacional. Fue elegido Diputado por Santa Cruz y Vichuquén en dos períodos consecutivos (1912-1918). Fue integrante de la Comisión de Policía Interior y de Obras Públicas.
En 1913 formó parte de la Comisión Parlamentaria encargada de estudiar las necesidades de Tarapacá y Antofagasta. Ministro de Justicia e Instrucción Pública en septiembre de 1914. 
En su segundo período parlamentario le correspondió ocupar la primera Vicepresidencia de la Cámara de Diputados.
Abogado integrante de la Corte Suprema de Chile (1938-1941). Fue socio del Club de La Unión y miembro del Colegio de Abogados.